# Purity 〜ピュアティ〜
「Purity 〜ピュアティ〜」は、日本のバンドTUBEの25枚目のシングルである。1997年8月8日発売。発売元はソニー・ミュージックレコーズ。

## 概要
- 前作から3ヶ月ぶり、TUBEとしては初のマキシシングル。
- 2曲ともアルバム「Bravo!」からのリカット。
- 初回生産限定盤はピクチャーレーベル仕様となっている。

## 収録曲
| 全作詞: 前田亘輝、全作曲: 春畑道哉、全編曲: TUBE。 |                                              |          |            |      |
| #                                                  | タイトル                                     | 作詞     | 作曲・編曲 | 時間 |
| 1.                                                 | 「Purity 〜ピュアティ〜」                    | 前田亘輝 | 春畑道哉   | 4:17 |
| 2.                                                 | 「そんなもんさ」                             | 前田亘輝 | 春畑道哉   | 4:06 |
| 3.                                                 | 「Purity 〜ピュアティ〜 (Original Karaoke)」 | 前田亘輝 | 春畑道哉   | 4:17 |
| 4.                                                 | 「そんなもんさ (Original Karaoke)」          | 前田亘輝 | 春畑道哉   | 4:06 |
| 合計時間:                                          | 合計時間:                                    | 16:46    |            |      |

## 収録アルバム
- Bravo! (#1,2)
- TUBEst III (#1)
- Melodies & Memories II (#1)
- Best of TUBEst 〜All Time Best〜 (#1)
- 35年で35曲 “汗と涙” ～涙は心の汗だから～（#2、リミックス）
- All Singles TUBEst -Blue- (#1)

## タイアップ
Purity 〜ピュアティ〜
- 明治生命（現：明治安田生命）CMソング

そんなもんさ
- ポッカコーポレーション（現：ポッカサッポフード&ビバレッジ）「Mr.」CMソング